# 유성도
중산왕 유성도(中山王 劉成都, ? ~ ?)는 전한의 황족·제후왕으로, 마지막 중산왕이다. 동평사왕 유우의 손자며 도향경후 유선의 아들이다.

## 행적
원시 원년(1년), 중산왕 유기자가 황제가 되자(평제) 중산효왕의 후사를 받들기 위해 중산왕으로 봉해졌다.
중산왕 성도 8년(9년), 왕망이 전한을 멸하고 신나라를 세워 전한 제후왕들의 작위를 공작으로 깎아 공작이 됐다. 이듬해 다른 옛 제후왕들이 모두 작위를 잃는 와중에, 왕망의 덕을 칭송해 열후에 봉해지고 왕씨 성을 받았다.

## 출전
- 반고, 《한서》 권12 평제기·권14 제후왕표·권80 선원육왕전
  - 중국어 위키문헌에 이 글과 관련된 원문이 있습니다. 한서 권12 평제기제12
  - 중국어 위키문헌에 이 글과 관련된 원문이 있습니다. 한서 권14 제후왕표제2
  - 중국어 위키문헌에 이 글과 관련된 원문이 있습니다. 한서 권80 선원육왕전제50

| 선대 유기자 | 제10대 전한의 중산왕 1년 ~ 9년 | 후대 (전한 멸망, 봉국 폐지) |